# Criteri d'estabilitat de Routh-Hurwitz

Un bucle de retroalimentació bàsic

En la teoria del sistema de control, el criteri d'estabilitat de Routh-Hurwitz és una prova matemàtica que és una condició necessària i suficient per a l'estabilitat d'un sistema dinàmic o sistema de control lineal invariant en el temps (LTI). Un sistema estable és aquell el senyal de sortida del qual està limitat; la posició, la velocitat o l'energia no augmenten fins a l'infinit a mesura que passa el temps. La prova de Routh és un algorisme recursiu eficient que el matemàtic anglès Edward John Routh va proposar el 1876 per determinar si totes les arrels del polinomi característic d'un sistema lineal tenen parts reals negatives. El matemàtic alemany Adolf Hurwitz va proposar de manera independent el 1895 organitzar els coeficients del polinomi en una matriu quadrada, anomenada matriu de Hurwitz, i va demostrar que el polinomi és estable si i només si la seqüència de determinants de les seves submatrius principals són totes positives. Els dos procediments són equivalents, amb la prova de Routh que proporciona una manera més eficient de calcular els determinants de Hurwitz ({\displaystyle \Delta _{i}}) que calcular-los directament. Un polinomi que compleix el criteri de Routh-Hurwitz s'anomena polinomi de Hurwitz.
La importància del criteri és que les arrels p de l'equació característica d'un sistema lineal amb parts reals negatives representen solucions ept del sistema que són estables (limitades). Així, el criteri proporciona una manera de determinar si les equacions de moviment d'un sistema lineal només tenen solucions estables, sense resoldre el sistema directament. Per als sistemes discrets, la prova d'estabilitat corresponent es pot gestionar mitjançant el criteri de Schur-Cohn, la prova del jurat i la prova de Bistritz. Amb l'arribada dels ordinadors, el criteri ha esdevingut menys utilitzat, ja que una alternativa és resoldre el polinomi numèricament, obtenint aproximacions a les arrels directament.
La prova de Routh es pot derivar mitjançant l'ús de l'algorisme euclidià i el teorema de Sturm per avaluar els índexs de Cauchy. Hurwitz va derivar les seves condicions de manera diferent.

## Utilitzant l'algorisme d'Euclides
El criteri està relacionat amb el teorema de Routh-Hurwitz. De l'enunciat d'aquest teorema, tenim {\displaystyle p-q=w(+\infty )-w(-\infty )} on:
- {\displaystyle p} és el nombre d'arrels del polinomi amb part real negativa;
- {\displaystyle q} és el nombre d'arrels del polinomi {\displaystyle f(z)} amb part real positiva (segons el teorema, se suposa que no té arrels a la línia imaginària);
- {\displaystyle w(x)} és el nombre de variacions de la cadena de Sturm generalitzada obtinguda de {\displaystyle P_{0}(y)} i {\displaystyle P_{1}(y)} (per successives divisions euclidianes) on {\displaystyle f(iy)=P_{0}(y)+iP_{1}(y)} per una «y» real.

Segons el teorema fonamental de l'àlgebra, cada polinomi de grau n ha de tenir n arrels en el pla complex (és a dir, per a un polinomi ƒ sense arrels a la línia imaginària, p + q = n). Així, tenim la condició que ƒ és un polinomi estable (Hurwitz) si i només si p − q = n (la demostració es dona a continuació). Utilitzant el teorema de Routh-Hurwitz, podem substituir la condició de p i q per una condició de la cadena generalitzada de Sturm, que donarà al seu torn una condició sobre els coeficients de ƒ.